# آتاباگه
آتاباگه (به لاتین: Atabage) یک منطقهٔ مسکونی در سری‌لانکا است که در استان مرکزی (سری‌لانکا) واقع شده‌است.